# George Adamson
Ne doit pas être confondu avec George Worsley Adamson.
Pour les articles homonymes, voir Adamson.
George Adamson, né George Alexander Graham Adamson le 3 février 1906 à Dholpur au Rajasthan en Inde et mort assassiné le 20 août 1989 dans la province de la Côte au Kenya en Afrique, est un Anglais, défenseur de la nature,  qui passa l'essentiel de son existence au Kenya. Surnommé « Baba ya Simba » (« Le père des lions » en swahili), il acquit une renommée internationale grâce au livre Born Free, écrit par son épouse Joy Adamson, qui relate leur expérience de réintroduction dans la nature de la lionne Elsa qu'ils avaient élevée. En 1966, l'adaptation cinématographique sous le titre Vivre libre connut un succès mondial.

## Biographie
George Adamson est né en 1906 à Dholpur au Rajasthan dans ce qui était alors les Indes britanniques, d'une mère anglaise, Katherine, et d'un père irlandais, Harry, qui était militaire. Il fait ses études dans un pensionnat anglais. À l'âge de dix-huit ans, en 1924, il rejoint son père au Kenya où ce dernier exploite une plantation de café. Délaissant rapidement les affaires paternelles, il s'essaye à toute une série d'activités (dont chercheur d'or, vendeur de bétail, guide de chasse pour les safaris). En 1968, il racontera ces aventures dans un livre autobiographique Bwana Game.
En 1938, à trente-deux ans, il rencontre enfin sa voie en intégrant le Kenya's Game Department (Office de la faune du Kenya) où il devient gardien chef dans les provinces du Nord. Quatre ans plus tard, il épouse Joy, jeune femme d'origine tchèque dont c'est le troisième mariage.
En 1956, le couple recueille trois lionceaux, dont George avait dû abattre la mère. Deux d'entre eux sont envoyés dans des zoos européens mais ils décident de garder une jeune lionne, Elsa. Quand elle atteint l'âge de trois ans et devient difficile à garder, les Adamson ne se résolvent pas à la mettre en captivité et décident de lui apprendre à subsister dans la nature avant de la rendre à la vie sauvage. Désormais libre, Elsa conserva des liens affectifs avec les Adamson et les reconnaissait lorsqu'ils lui rendaient visite dans la brousse. La lionne mourut d'infection parasitaire en 1961. L'aventure d'Elsa, racontée par Joy Adamson dans le livre Born Free en 1960 connut un énorme succès et fit beaucoup pour la cause de la conservation animale. En 1966, le film tiré du livre connut un succès mondial. Il reste un classique du cinéma "familial".
George Adamson quitta le Kenya's Game Department en 1961, peu après l'indépendance du pays, mais continua à s'occuper de lions. En 1970, il s'installa à Kampi ya Simba, dans la réserve de Kora, en pleine brousse, où il vécut dans des conditions de confort très rustiques. Joy et lui se séparèrent mais conservèrent de bons rapports. George vivait au milieu de lions sauvages avec qui il parvint à développer des liens de proximité uniques. Il parvint notamment à adapter à la vie sauvage Christian, un jeune lion qui lui avait été confié par un couple d'Australiens vivant à Londres. Ceux-ci avait acquis l'animal chez Harrods, en 1969. Trente-cinq ans plus tard, l'épopée de "Christian le lion" connut à son tour une notoriété inattendue grâce à un film d'époque largement diffusé sur YouTube.
Joy est assassinée en 1980 par un ancien employé du couple. George Adamson est également assassiné le 20 août 1989 dans la réserve de Kora par des braconniers somalis alors qu'il tentait de défendre un jeune touriste européen.
Il a écrit plusieurs livres, de nombreux documentaires ont été consacrés à sa vie. Un film de fiction To Walk With Lions (1999) retrace son existence. Une Fondation vouée à la protection de la nature porte son nom et tente de poursuivre son œuvre.

## Film et télévision
- 1966 : Vivre libre (Born Free) de James Hill, documentaire fondé sur le roman éponyme de Joy Adamson parlant de la lionne Elsa.
- 1967 : The Lions Are Free de James Hill et Bill Travers, l'histoire vraie sur les lions Boy, Girl, Ugas, Mara, Henrietta, la petite Elsa et d'autres lions qui avaient été remarqués dans le film Vivre libre.
- 1969 : An Elephant Called Slowly de James Hill
- 1972 : Nés pour être libre (Living Free) de Jack Couffer, la suite de Vivre libre avec Nigel Davenport et Susan Hampshire.
- 1972 : Christian the Lion de James Hill, documentaire sur Christian le lion.
- 1974 : Vivre libre (Born Free), série créée par Carl Furman d'après l'œuvre de George Adamson, avec les acteurs Gary Collins dans le rôle de ce dernier et Diana Muldaur en sa femme Joy Adamson.
- 1989 : Lord of the Lions… Adamson of Africa, documentaire filmé dans la réserve de Kora, quelques mois avant l'assassinat de George Adamson.
- 1999 : To Walk With Lions de Carl Schultz, avec Richard Harris.
- 2011 : Elsa's Legacy: The Born Free Story, documentaire produit par PBS.